# Обершлосс (замок, Тюрингия)
Обершлосс (нем. Oberschloss Kranichfeld) — старинный дворцово-замковый комплекс бывшего княжеского дома Рейсс. Расположен на возвышенности и доминирует над городом Кранихфельд в районе Веймарер-Ланд в федеральной земле Тюрингия, Германия. Дошедший до нашего времени комплекс в стиле ренессанс возведён на месте более средневековой крепости. В настоящее время замок принадлежит Фонду дворцов и садов Тюрингии. По своему типу относиться к замкам на вершине.

## Описание

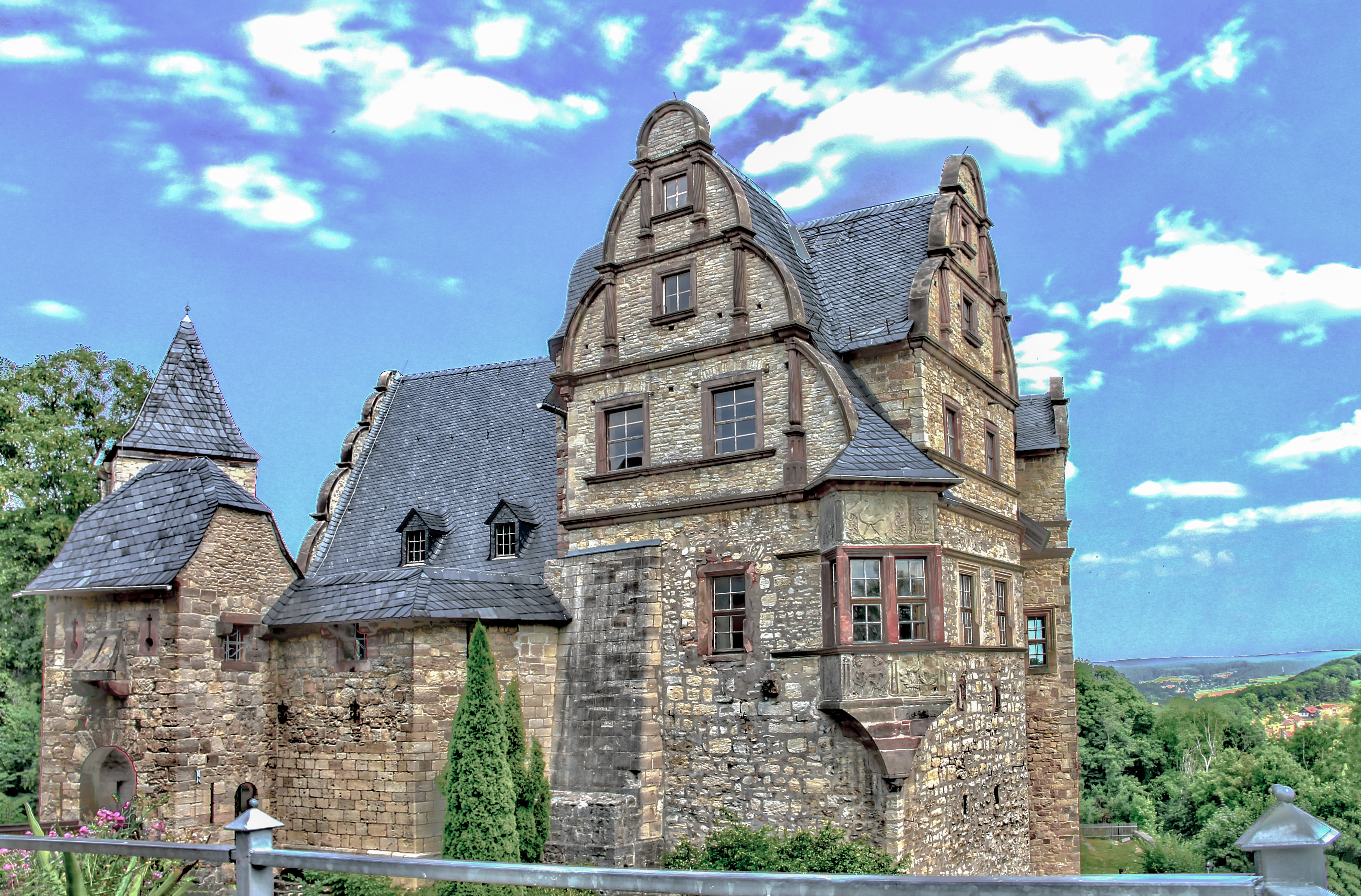
Одно из восстановленных зданий замка

Комплекс явственно разделён на две части: Нижний замок (форбург) и Верхний замок (цитадель). Оба замка имели кольцевые стены. Остатки этих крепостных стен частично сохранилась. Главная жилая резиденция находилась в Верхнем замке. И в форбург, и в цитадель можно было попасть через единственные ворота. Перед ними имелись подъёмные мосты.
Главная башня (бергфрид) имеет высоту 27 метров. Её часто называли «Толстая башня». С 2002 года это сооружение функционирует как смотровая башня: с верхней площадки открываются виды на город Кранихфельд и долину. Стеклянный купол обеспечивает панорамный вид на долину Среднего Ильма и окрестности в любое время года.

## История

### Ранний период
Каменная крепость на месте нынешнего замка впервые упоминается в документах XII века. Самые первые защитные сооружения были построены в Средние века для защиты торговых путей, идущих через Ильмскую долину. В то время окрестные земли принадлежали знатной семье фон Кранихфельд. Этот род около 1380 года вымер по мужской линии. В результате вся собственность перешла во владение бургграфов фон Кирхберг.

### XV–XVIII век

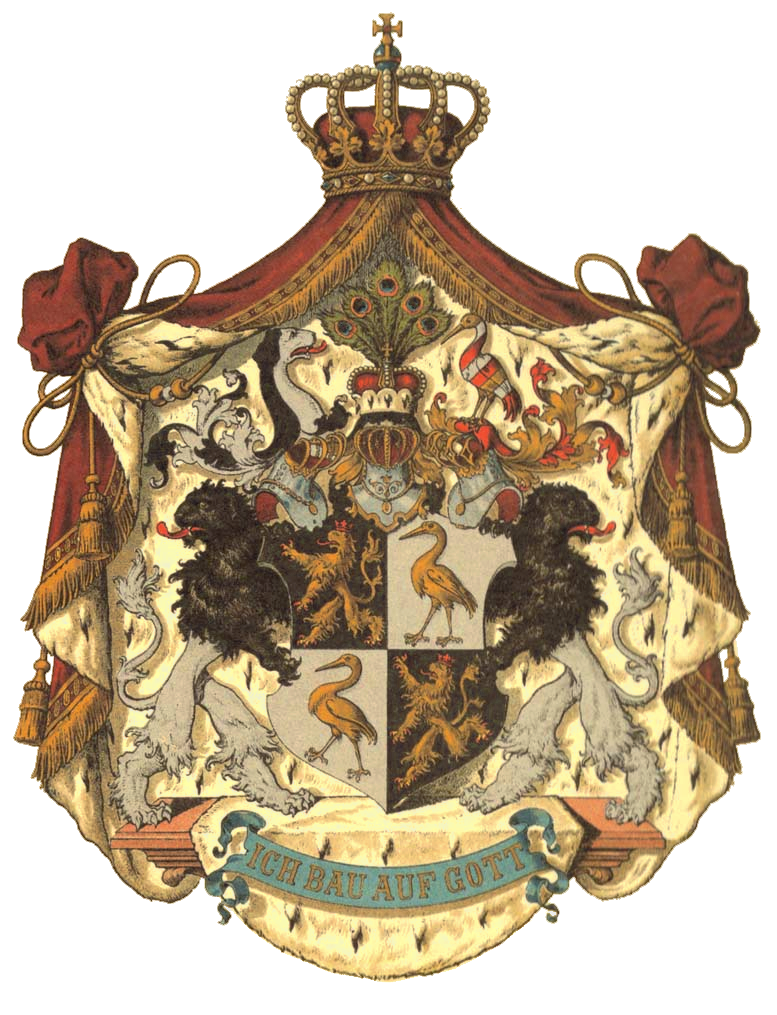
Родовой герб дома Рейсс

В середине XV века замок и усадьба Обер-Кранихфельд были включены в состав владений влиятельной семьи Рейсс. Это произошло после того, как девушка из рода фон Кирхберг вышла замуж за представителя рода Рейсс. Но одновременно владение Нидер-Кранихфельд перешло к графам фон Гляйхен. С 1530 замок Обершлосс стал главной резиденцией младшей ветви рода Рейсс. И вскоре началась радикальная реконструкция комплекса. Новые владельцы хотели превратить замок в роскошный архитектурный ансамбль в стиле ренессанс.
В XVII веке началась серьёзная модернизация внешних фортификационных сооружений комплекса. Планировалось построить систему мощных бастионов, которые могли бы превратить Обершлосс в неприступную крепость. Но эта программа так не была реализована до конца.
С 1615 по 1920 годы замок неоднократно менял своих владельцев. Но как правило это были дворянские семьи из Тюрингии.

### XIX век
С 1826 года замок Обершлосс входил в состав так называемого эрнестинского герцогства Саксен-Мейнинген.
В 1898 году граф Бопп фон Оберштадт купил замок и провёл масштабные реставрационные работы.

### XX век

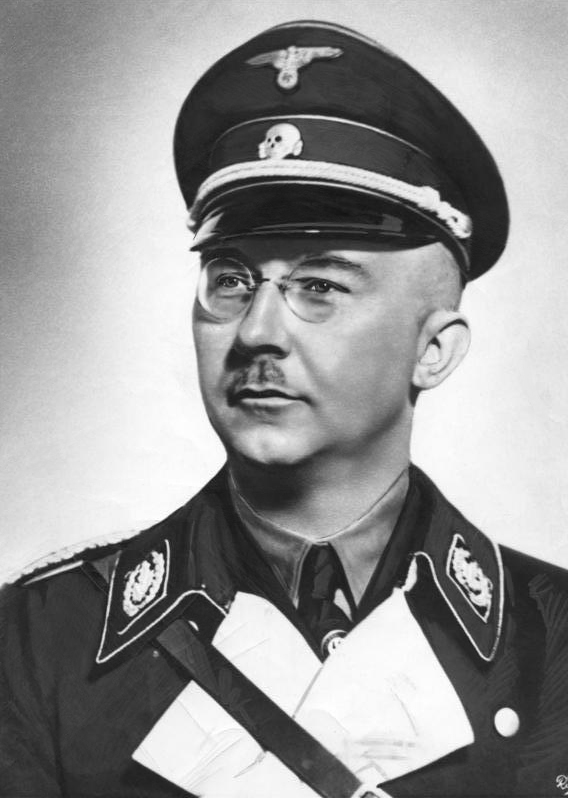
Генрих Гиммлер

В 1906 году по проекту архитектора Бодо Эбхардта было построено несколько новых зданий в стиле историзма. В 1934 году в замке произошёл сильный пожар, который, вероятно, стал следствием поджога. Последний частный владелец комплекса подарил его рейхсфюреру СС Генриху Гиммлеру. Тот был помешан на мистицизме и собирался превратить Обершлосс в место сакральных ритуалов. По приказу Гиммлера к работам по реконструкции замка привлекли заключённые концлагеря Бухенвальд.
После завершения Второй мировой войны замок оказался без конкретного собственника. Новые власти (Тюрингия оказалась в составе ГДР) провели национализацию, но внятного применения для обширного комплекса так и не придумали. В итоге объект начал медленно приходить ветшать, приходить в упадок и разрушаться. В 1970 году даже обсуждался вопрос о сносе зданий, находившихся в аварийном состоянии. Но по счастливой случайности этого не произошло. По инициативе неравнодушных активистов в 1981 году начались работы по консервации руин. И даже были проведены некоторые работы по ремонту зданий.
Вскоре после объединения ФРГ и ГДР вопрос о реставрации замка Обершлосс начал решаться более конструктивно. В 1994 году владельцем комплекса стал Фонд дворцов и садов Тюрингии. И через некоторое время в Обершлоссе начались серьёзные ремонтные и реставрационные работы.

## Современное использование
На территории замке Обершлосс проводятся различные культурно-массовые мероприятия и фестивали. В замке расположен музей, посвящённый истории региона и самого комплекса. Постоянная экспозиция насчитывает множество ценных экспонатов.

## В массовой культуре
Замок не раз служил яркой декорацией для съёмок фильмов и сериалов. 
- Здесь снимали телевизионную экранизацию сказки «Дьявол с тремя золотыми волосами[нем.]».

## Галерея

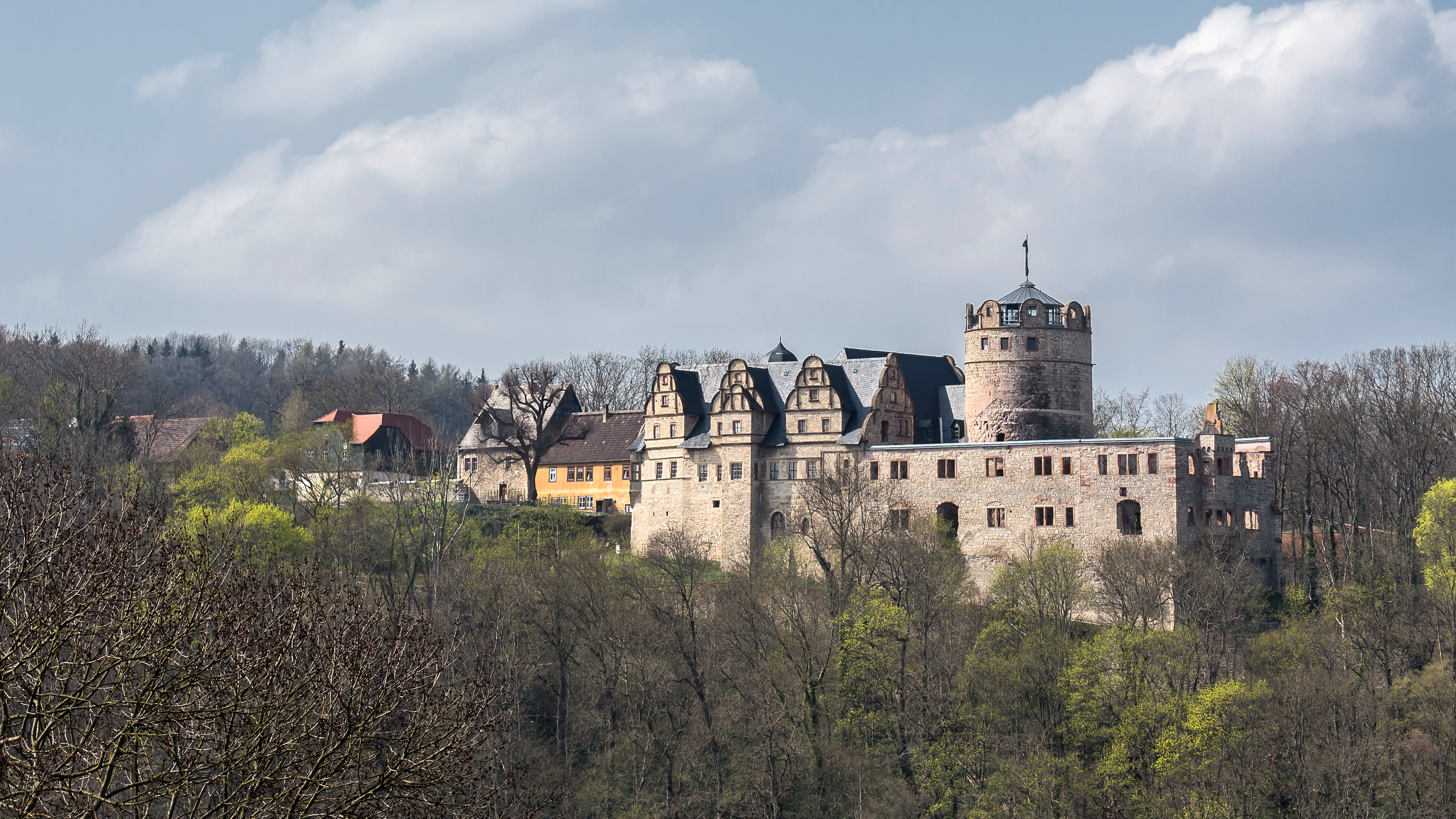
Общий вид замка
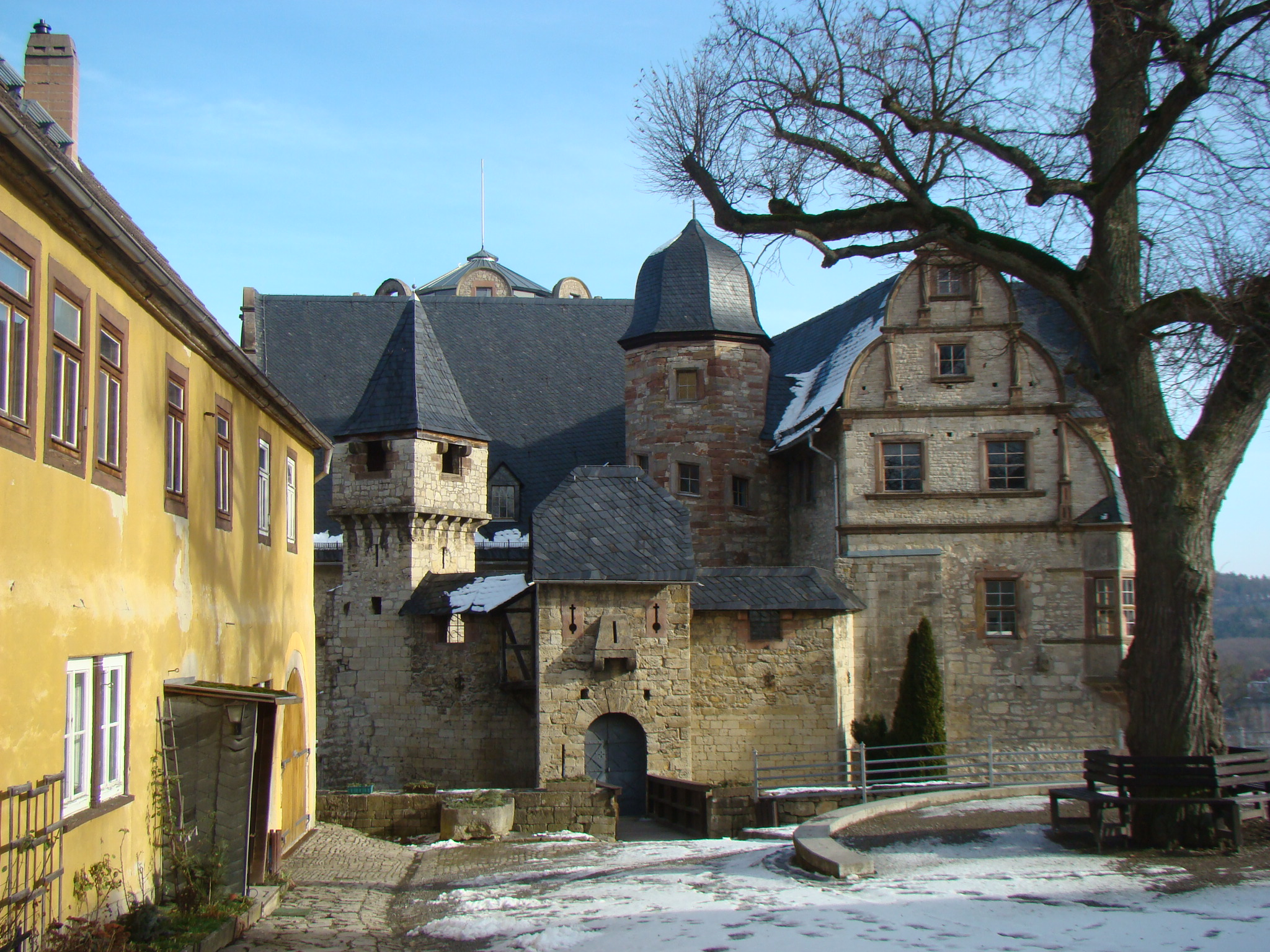
Вид Верхнего замка из Нижнего
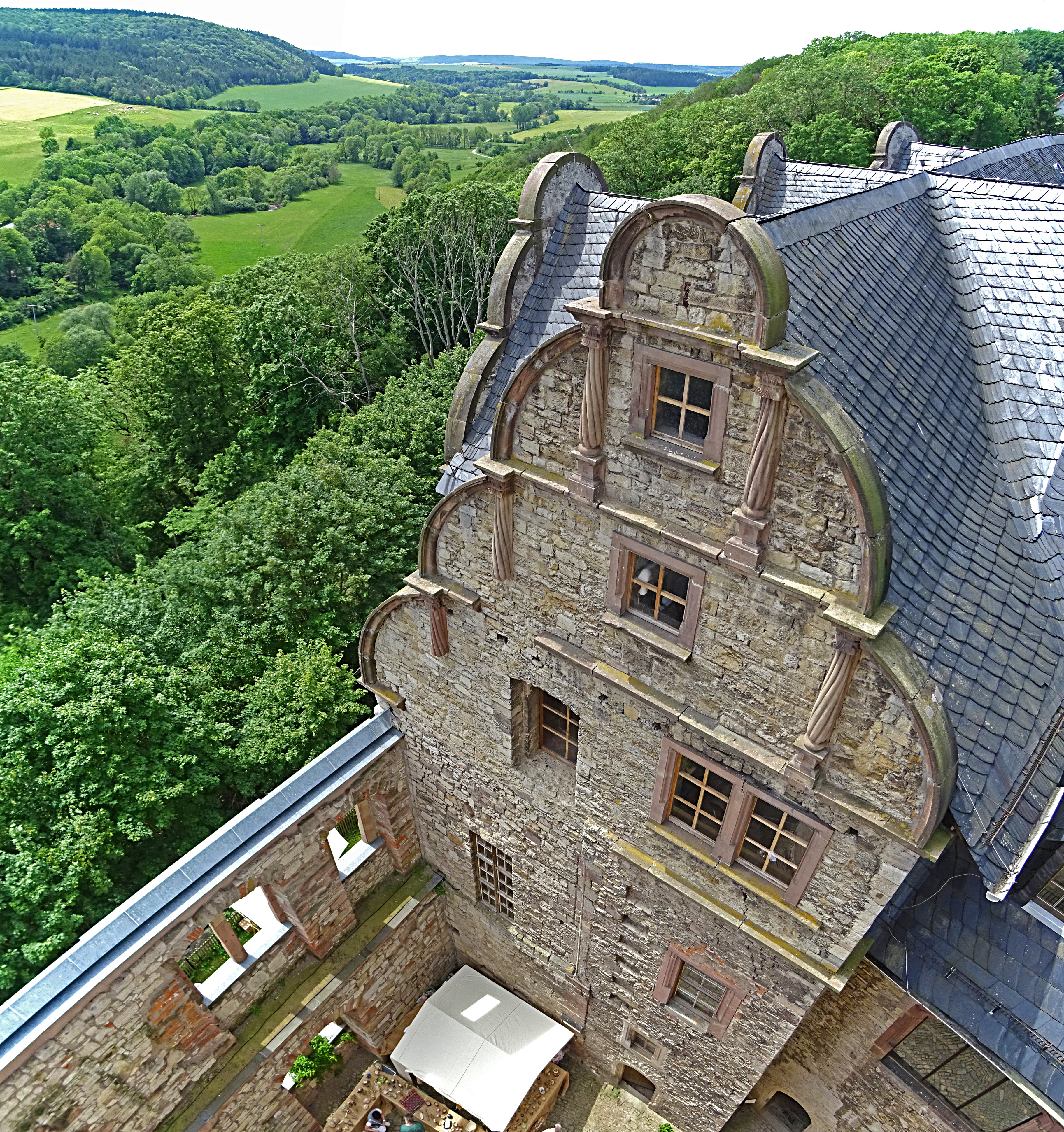
Фасад главной резиденции
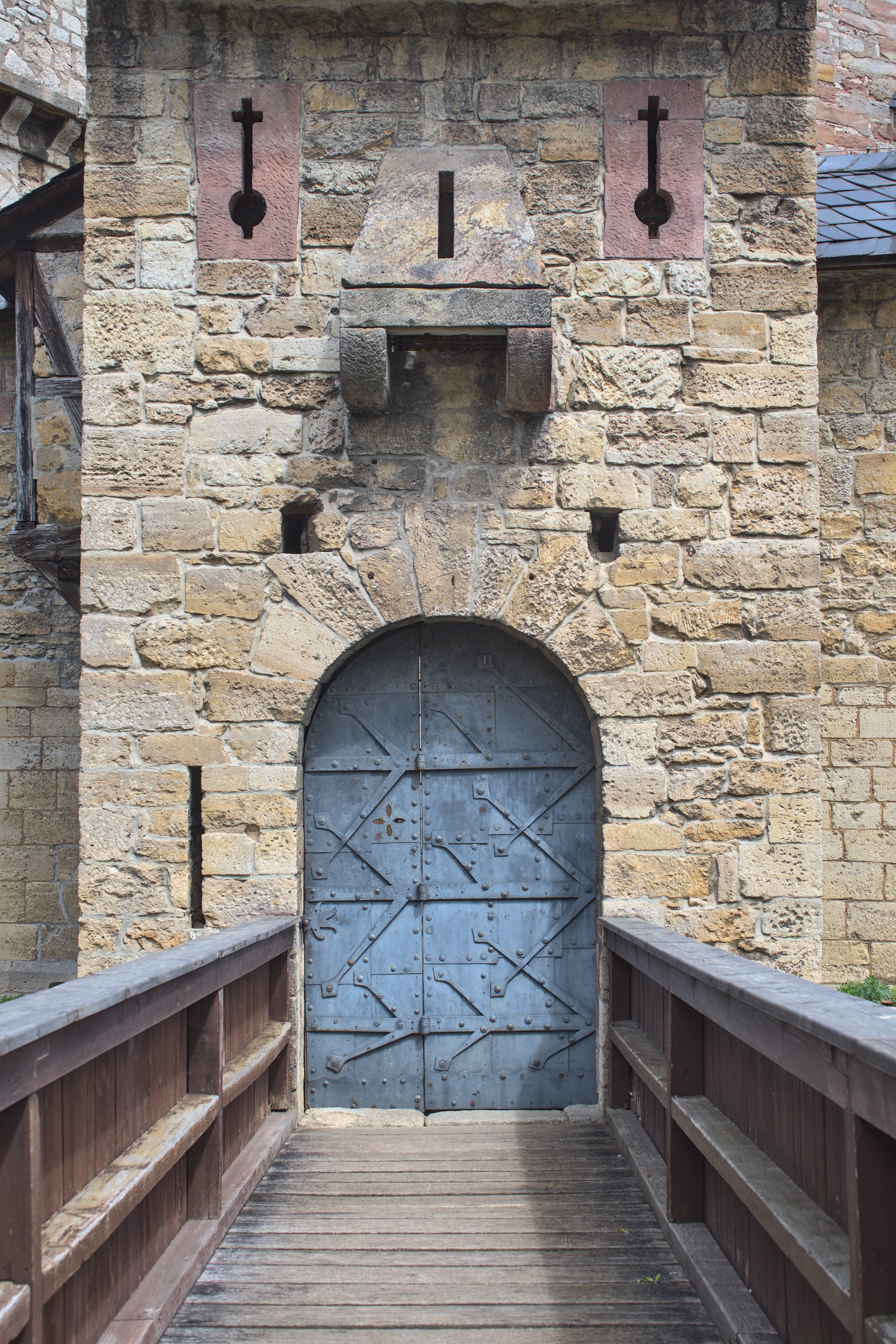
Воротное здание (Главный вход)
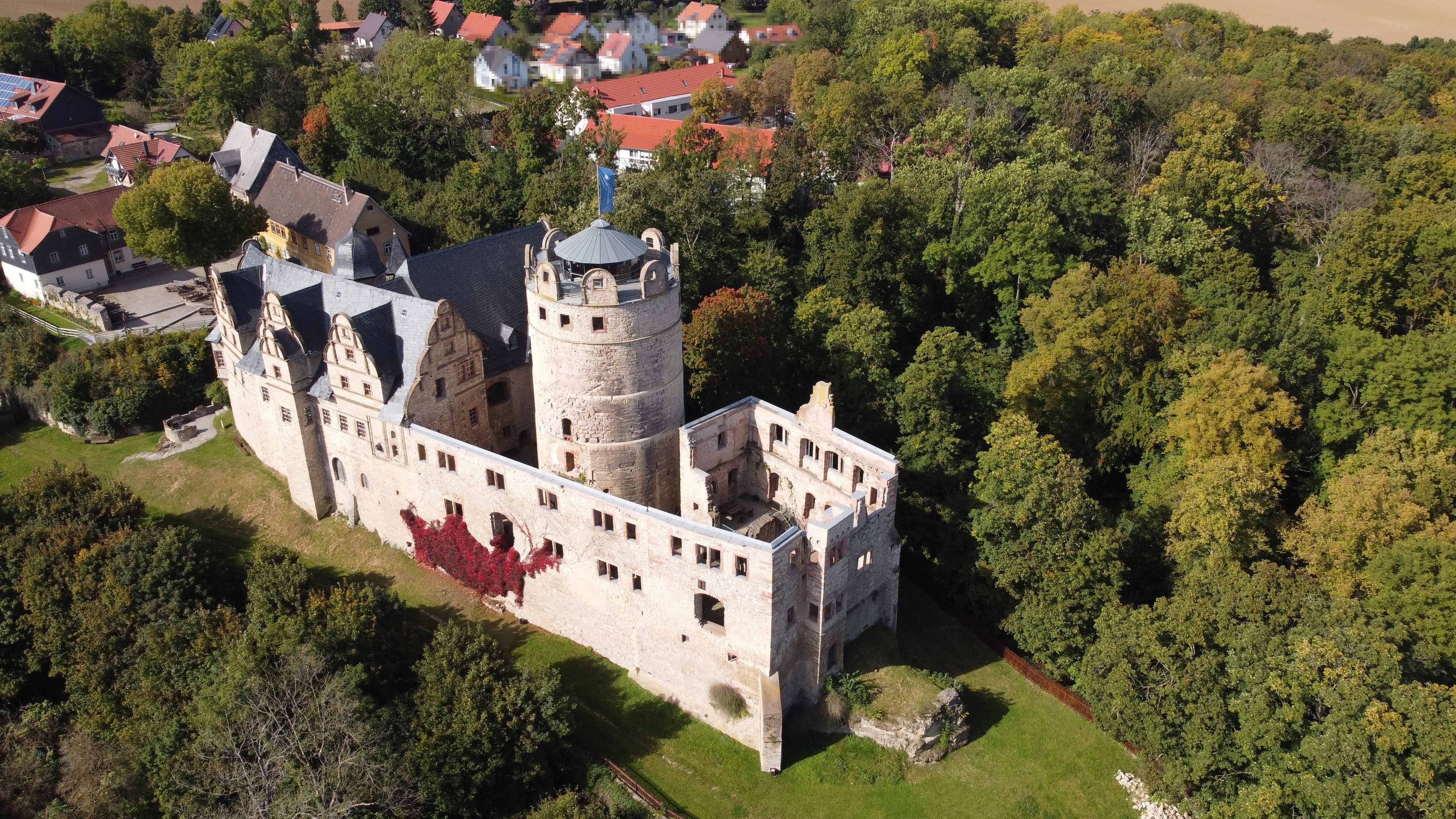
Вид замка с высоты птичьего полёта
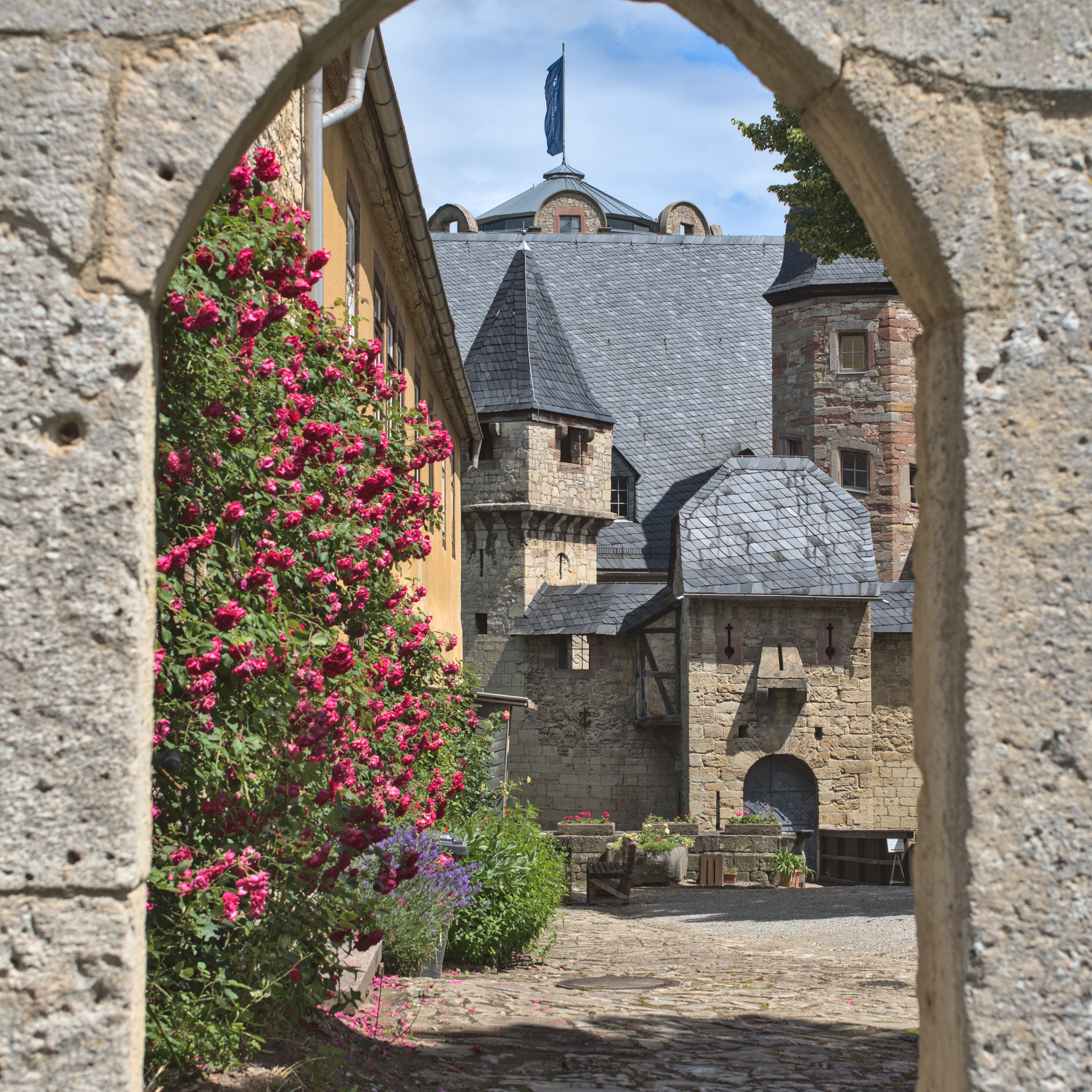
Внутренний двор к замку.
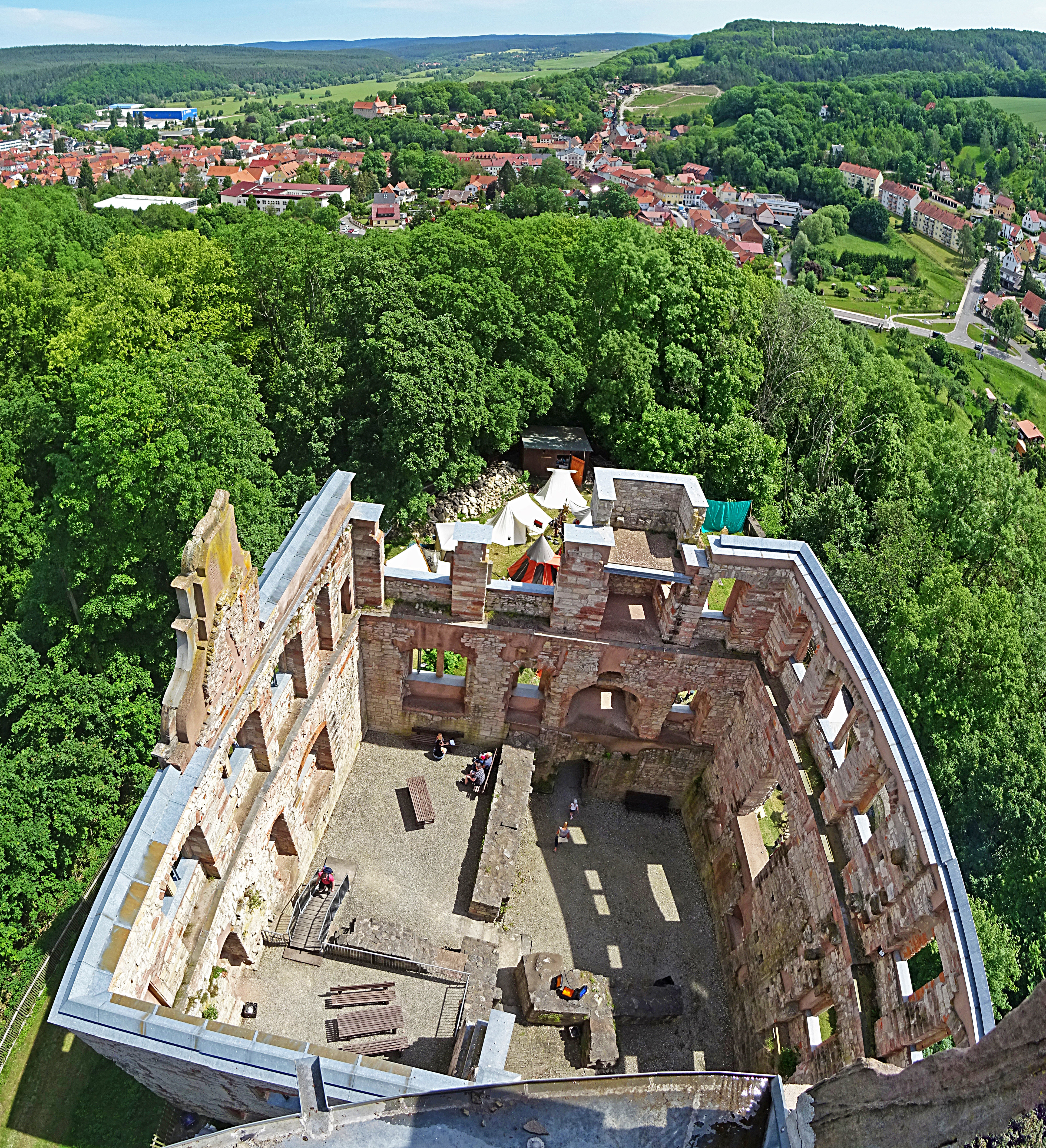
Руины самой восточной части замка
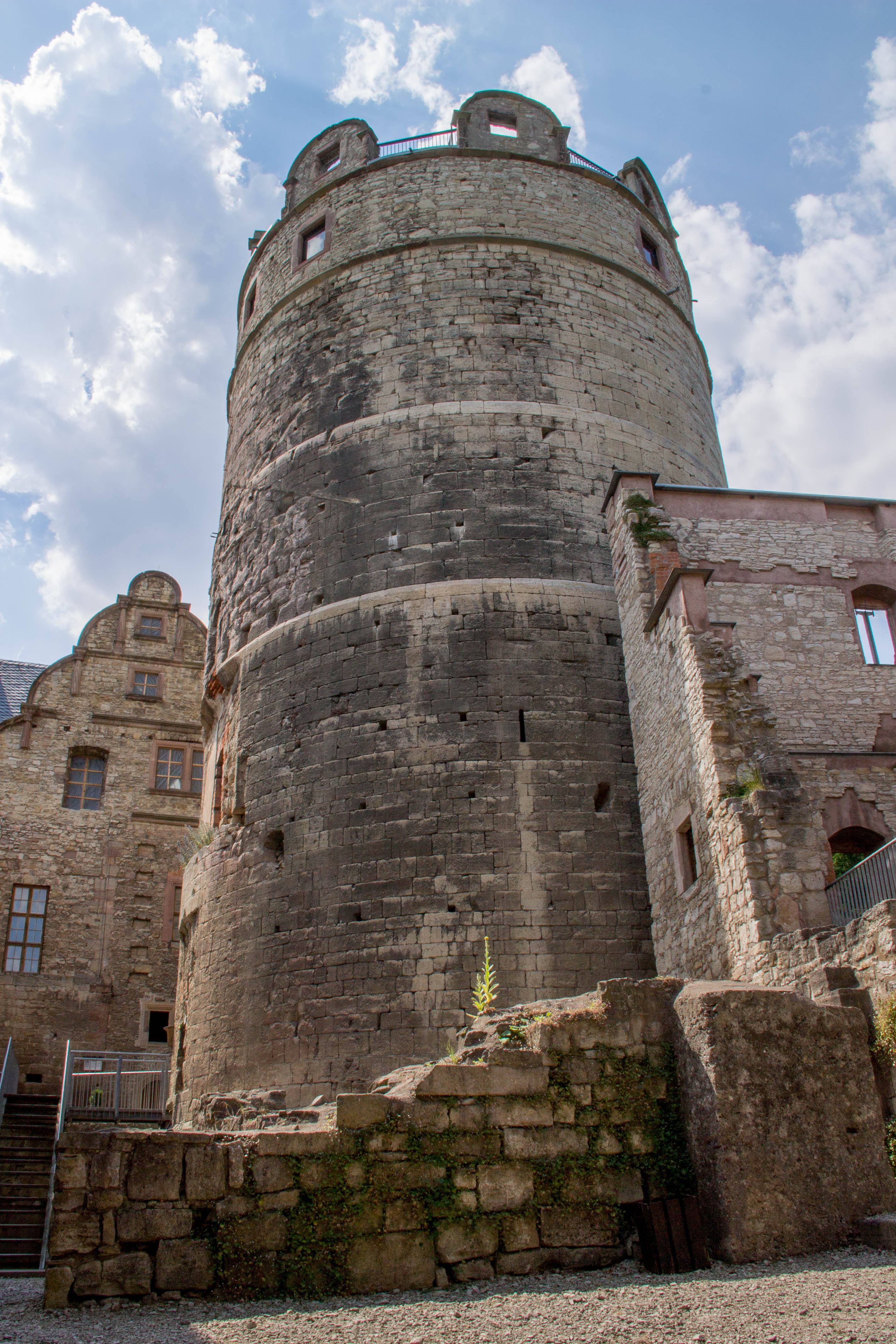
Бергфрид замка
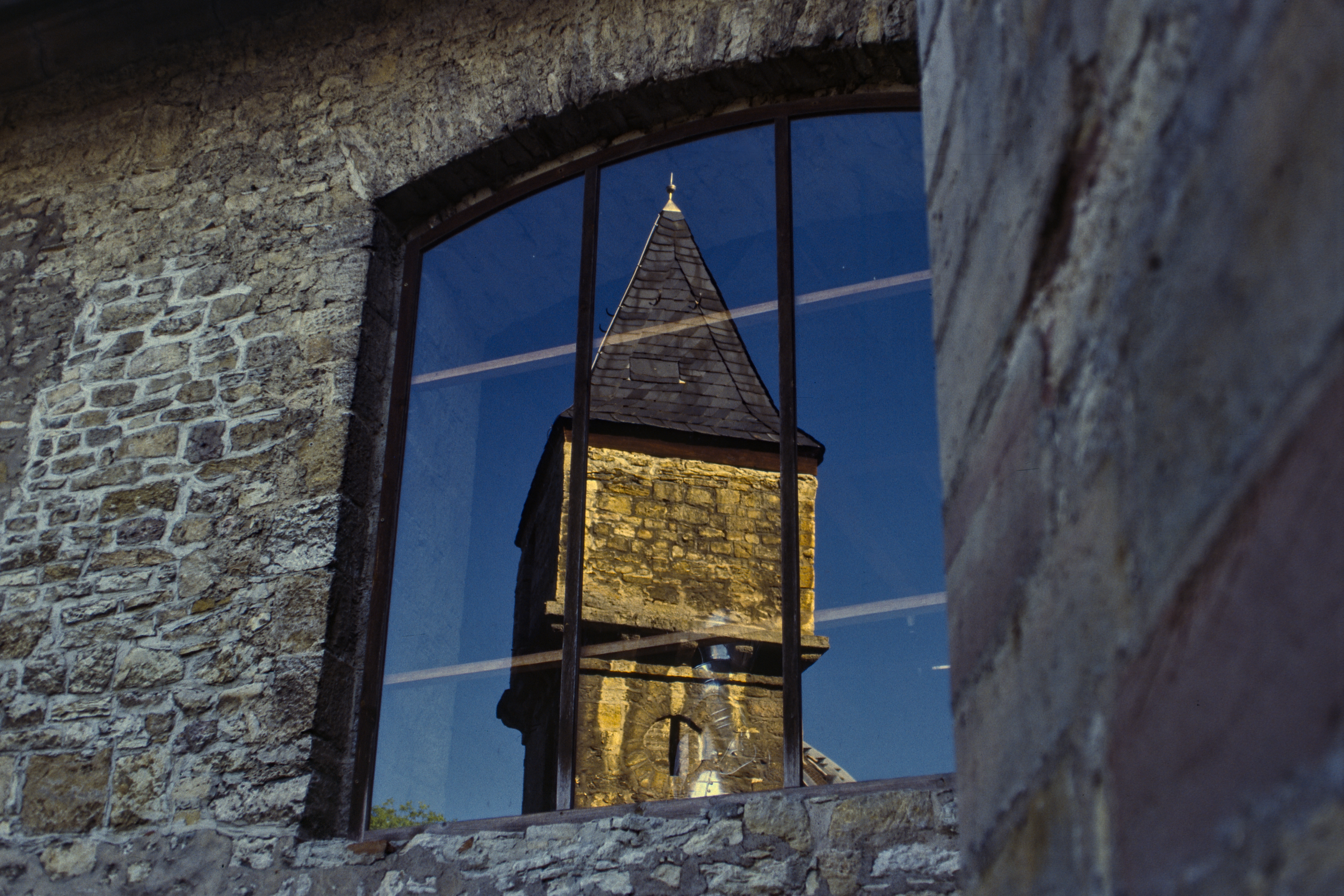
Башня переднего замка отражена в окне главного замка.